# Chaptalia exscapa
Chaptalia exscapa là một loài thực vật có hoa trong họ Cúc. Loài này được (Pers.) Baker mô tả khoa học đầu tiên năm 1884.